# Katherine Neville
Katherine Neville (St. Louis, 4 de abril de 1945) é uma escritora estadunidense de romances de aventura. 

## Obras
- O oito - no original The Eight 1988
- O círculo mágico - no original The magical circle 1998
- O fogo - no original The fire 2008